# Kostol
Kostol (em cirílico:Костол) é uma vila da Sérvia localizada no município de Bor, pertencente ao distrito de Bor, na região de Ključ. A sua população era de 1057 habitantes segundo o censo de 2010.

## Demografia
| 1948 | 1953 | 1961 | 1971  | 1981  | 1991  | 2002  |
| ---- | ---- | ---- | ----- | ----- | ----- | ----- |
| 834  | 859  | 891  | 1 138 | 1 218 | 1 177 | 1 053 |